# Monticiano
Monticiano je italská obec v regionu Toskánsko v provincii Siena, která se nachází asi 70 kilometrů jižně od Florencie a asi 20 kilometrů jihozápadně od Sieny. Žije zde přibližně 1 600 obyvatel.

## Geografie

### Geografická poloha
Monticiano se nachází v Toskánsku v provincii Siena. Území obce se rozkládá v masivu Colline Metallifere a zabírá rozlohu 109,5 km². Na severu protéká řeka Merse.

### Části obce
Pod obec Monticiano spadají 4 vesnice (italsky frazioni):
- Iesa
- San Lorenzo a Merse
- Scalvaia
- Tocchi

## Historie
První zmínky o „hradu Monticiano“ pochází z roku 1171. V dobách středověku byly zdejší lesy významným zdrojem dřeva, nejvýznamnější pěstovanou plodinou v okolí Monticiana byla pšenice. Po porážce u Beneventa bylo Monticiano obsazeno sienskými vojsky, která rozbořila hradní zdi. Roku 1554 se vesnice stala součástí Toskánského velkovévodství, mezi lety 1629 a 1749 pak lénem rodiny Pannocchieschi.
V roce 1860 souhlasilo všech 723 obyvatel s připojením k novému Italskému království. Během druhé světové války zde působili sienští partyzáni, přičemž mezi jejich nejznámější operace patří souboj s Němci v noci z 3. na 4. června 1944, který se odehrál na monticianském náměstí.

## Galerie

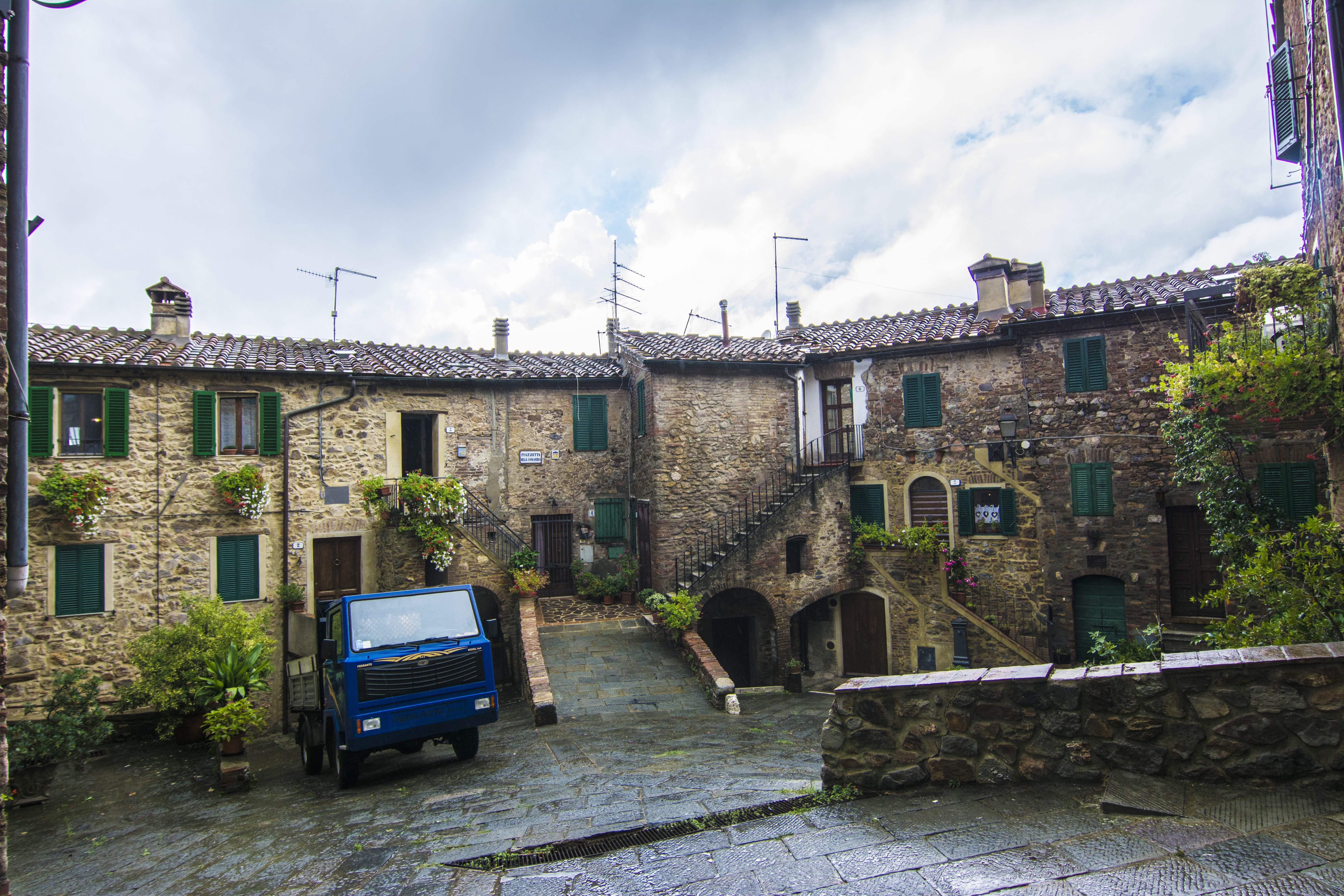
Piazzetta della Concordia
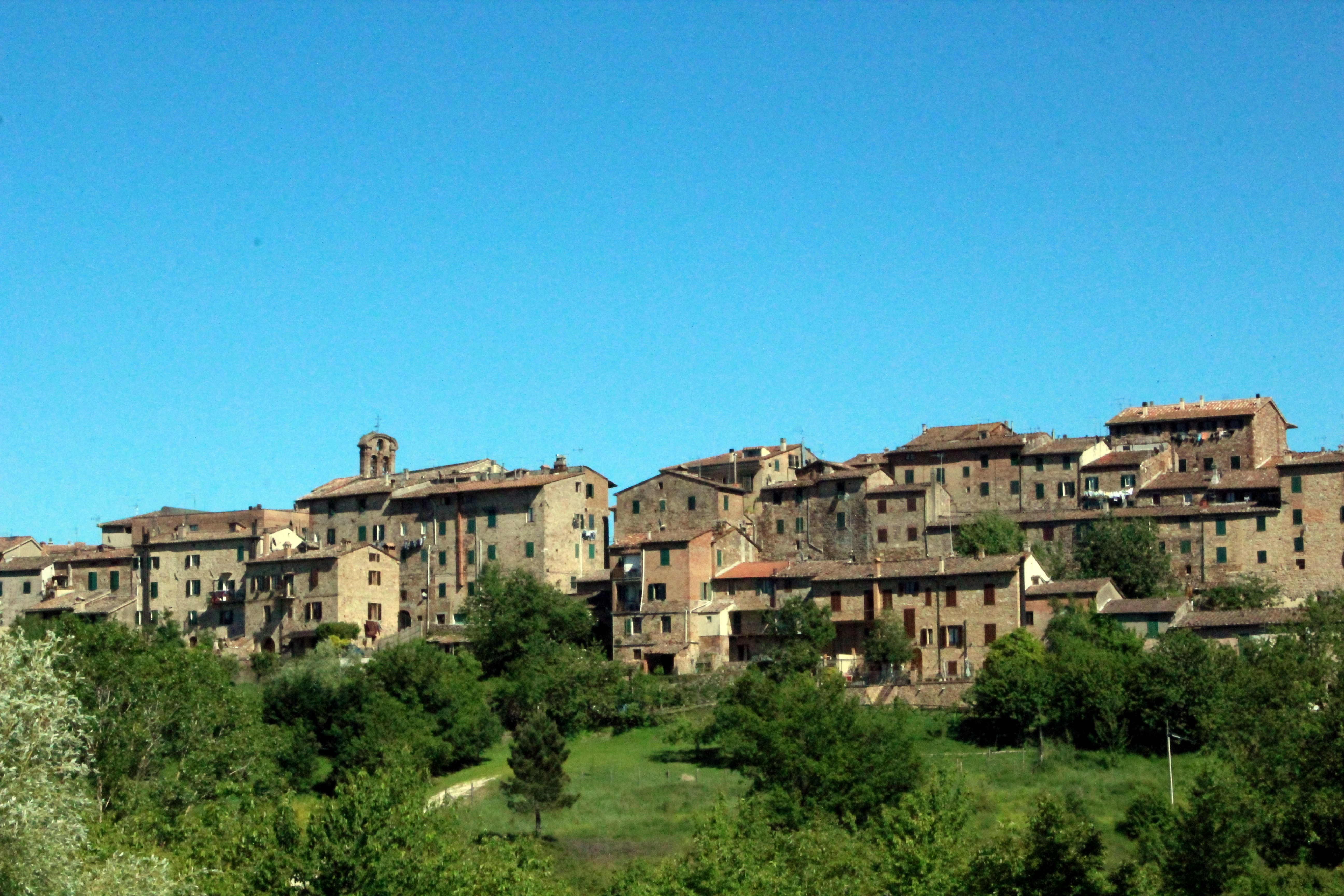
Panorama Monticiana
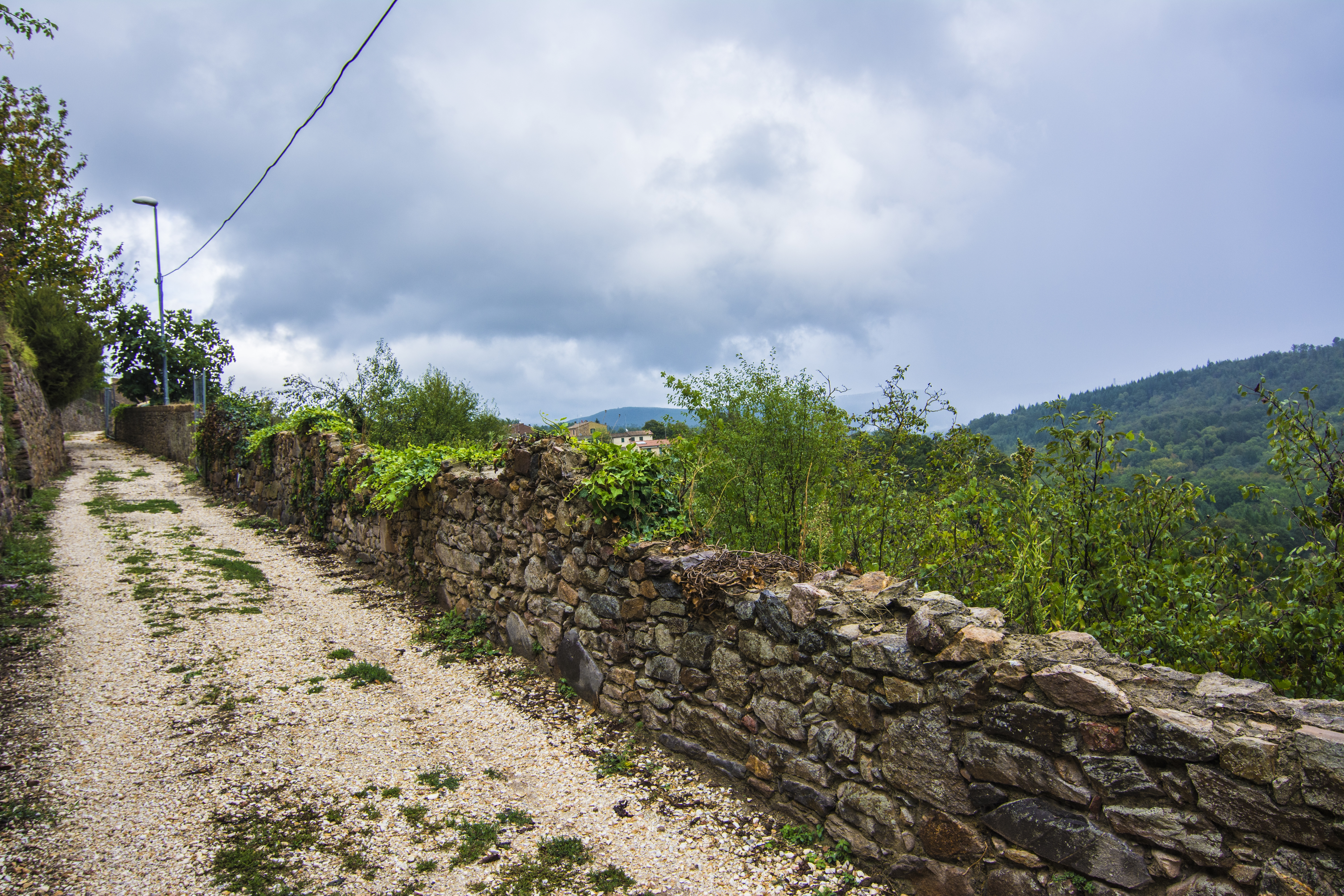
Opevnění
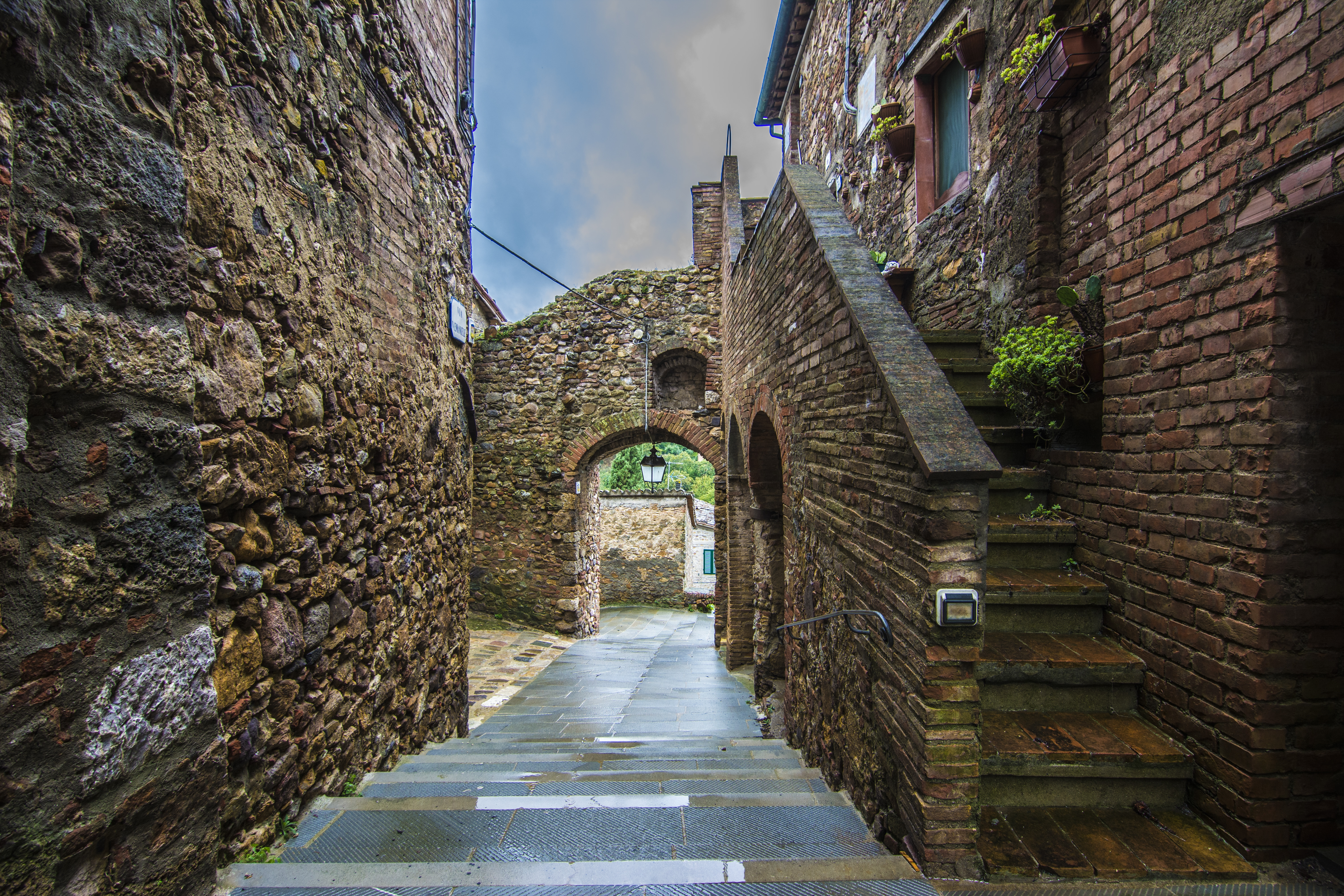
Maremmská brána
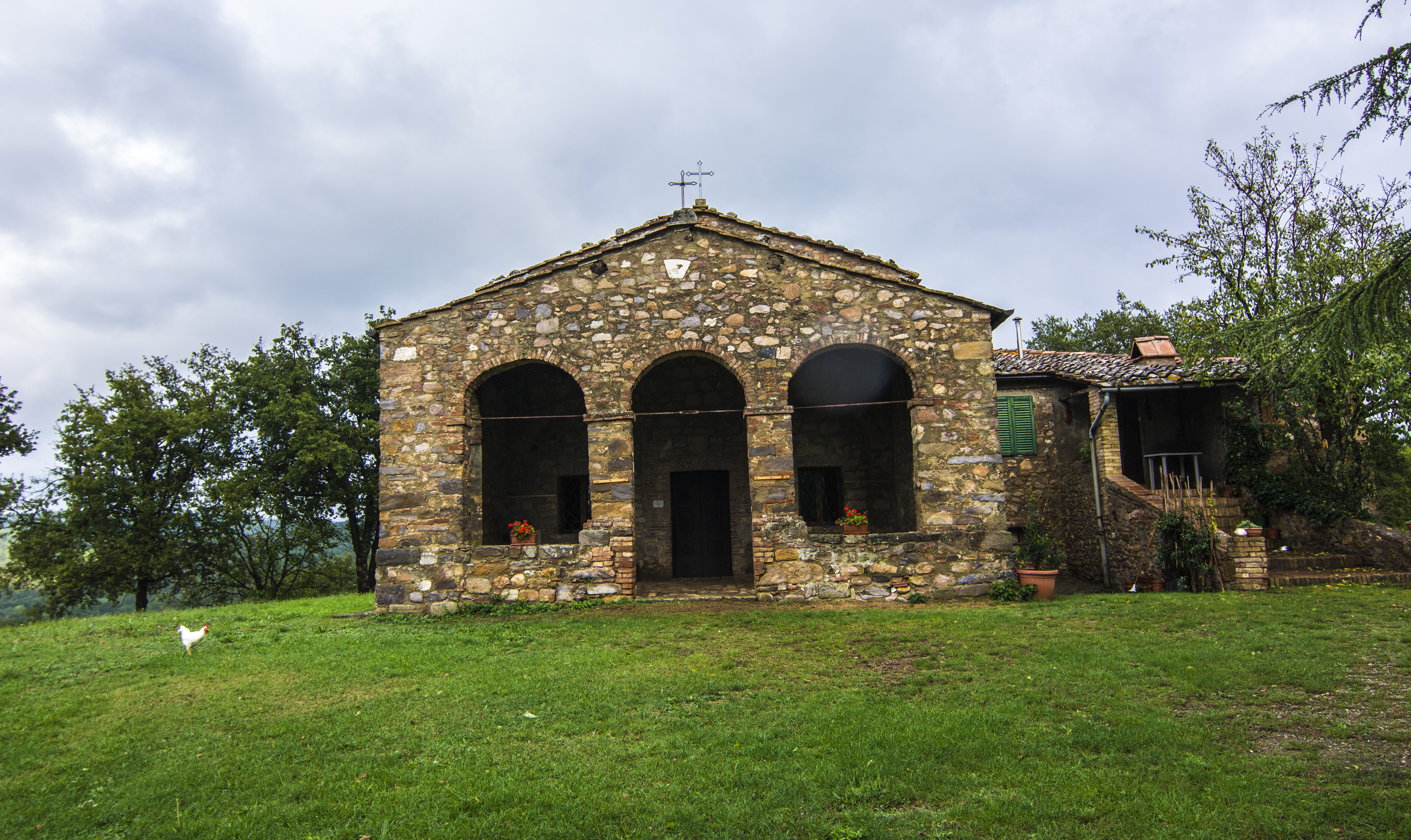
Kostel Panny Marie